# Hideki Maeda
Hideki Maeda (Prefettura di Kyoto, 13 maggio 1954) è un ex calciatore giapponese, di ruolo centrocampista.

## Statistiche

### Presenze e reti nei club
| Stagione | Squadra           | Campionato | Campionato | Campionato |
| Stagione | Squadra           | Comp       | Pres       | Reti       |
| -------- | ----------------- | ---------- | ---------- | ---------- |
| 1976     | Furukawa Electric | JSL1       | 0          | 0          |
| 1977     | Furukawa Electric | JSL1       | 16         | 0          |
| 1978     | Furukawa Electric | JSL1       | 18         | 0          |
| 1979     | Furukawa Electric | JSL1       | 18         | 7          |
| 1980     | Furukawa Electric | JSL1       | 16         | 8          |
| 1981     | Furukawa Electric | JSL1       | 15         | 1          |
| 1982     | Furukawa Electric | JSL1       | 13         | 7          |
| 1983     | Furukawa Electric | JSL1       | 13         | 1          |
| 1984     | Furukawa Electric | JSL1       | 18         | 5          |
| 1985-86  | Furukawa Electric | JSL1       | 20         | 4          |
| 1986-87  | Furukawa Electric | JSL1       | 16         | 1          |
| 1987-88  | Furukawa Electric | JSL1       | 15         | 0          |
| 1988-89  | Furukawa Electric | JSL1       | 22         | 1          |
| 1989-90  | Furukawa Electric | JSL1       | 9          | 0          |
|          | Totale            |            | 209        | 35         |